# 聖路易城足球俱樂部
聖路易城SC是美國職業足球大聯盟的擴張球隊，預計將於2023年開始比賽。俱樂部將坐落於聖路易，以城市公園球場為主場。

## 歷史

### 過往的嘗試
足球運動在大聖路易斯的專業及業餘層面上已有超過一個世紀的悠久歷史。 在2007年，由於皇家鹽湖城創始人宣布如果不建造新體育場他將出售俱樂部，曾考慮搬遷聖路易斯。從2008年到2009年，聖路易斯律師傑夫·庫珀（Jeff Cooper）領導一組有意的擁有者，他們試圖將MLS擴展隊帶到大聖路易斯，但出價卻被其他城市拒絕。儘管已批准建造6億美元的柯林斯維爾足球綜合中心（Collinsville Soccer Complex）計劃，但MLS對該出價的財務支持並不感興趣，並建議庫珀擴大他的投資者團隊。庫珀隨後成立一支第二級男子俱樂部和一個女子職業足球特許經營，女子足球隊AC聖路易斯（Saint Louis Athletica）在USSF第二級職業聯賽中只打了一個賽季。
在2014年底，聖路易斯市宣布計劃建造一座新體育場以舉辦美式足球和足球比賽。 MLS專員唐·加伯（Don Garber）在2015年1月表示：「聖路易斯正在進行很多活動，正在努力建造一座體育場，以供國家美式橄欖球聯盟的聖路易斯公羊隊使用。那裡有一個龐大的足球社區，我們希望在市中心看到一座足球體育場，就像他們正在考慮的美式足球體育場一樣。」 在2015年5月，加伯訪問聖路易斯，討論可能的新多用途體育場，以舉辦足球比賽。加伯警告說，任何可能的擴展到聖路易斯的計劃將在2020年之後進行。2016年1月12日，公羊隊在聖路易斯打了21個賽季後搬到洛杉磯。公羊隊的搬遷最初加速有關MLS擴展隊的談判。
在2017年，MLS開始考慮在聖路易斯增加一支球隊，計劃於2020年開始。擬議的擁有權集團尋求公共資金以幫助在聖路易斯市中心的聯合車站旁建造一座2億美元的專用足球體育場。在2017年1月26日，市議會的財政委員會批准一項計劃，隨後整個市議會也批准，該計劃將把6000萬美元的市稅收入用於新體育場。選民在2017年4月4日的公投中否決該計劃，使得該市的MLS未來充滿不確定性。

### 2018–2019: 擴展申請
2018年9月，聖路易斯郵報（St. Louis Post-Dispatch）報導密蘇里州經濟發展部官員與MLS代表之間關於體育場提案的會議；聖路易斯市長Lyda Krewson隨後確認一個新團體正在嘗試將一支球隊帶到聖路易斯。聖路易斯的MLS申請在10月9日重新啟動，主要投資者為Carolyn Kindle及其他企業租車的繼承人。體育場的位置與2016年原始位置相同，位於聯合車站附近。此次申請並未通過稅收或城市的公共資金，因此公眾無法對體育場進行投票。在2018年11月28日，市議會的住房、城市發展和區域委員會以8票贊成0票反對通過體育場計劃。
2019年4月18日，MLS宣布計劃從28支球隊計劃擴展至30支球隊，建議專員辦公室推進與沙加緬度共和FC和聖路易斯的投標討論。兩個投標都被要求向MLS擴展委員會做報告，以「解釋每個投標的最終體育場計劃、企業承諾、各自擁有權組成、資金的經濟學、粉絲發展的戰略計劃、對球員發展的承諾以及社區計劃的詳細信息」。
2019年4月20日，MLS宣布將與沙加緬度共和FC和聖路易斯的申請進行進一步討論的兩天後，聖路易斯團隊發布他們提議的體育場的效果圖和更多信息，這座22,423個座位的體育場設計是由HOK和Snow Kreilich Architects合作製作的。該團隊還承諾每個座位都將距離球場不超過120英尺並且設有一個遮篷。
2019年8月20日，MLS宣布已批准聖路易斯成為聯盟的第28個特許經營權，預計將於2022年賽季開始比賽。擁有權集團由企業控股基金會總裁Carolyn Kindle Betz及泰勒家族的女性成員組成，並且是MLS首支女性多數擁有的球隊。 在公告中唐·加伯（Don Garber）表示：「聖路易斯是一個擁有豐富足球傳統的城市，這是我們自聯盟成立以來一直考慮的市場。今天隨著這座城市深具熱情的足球迷以及新的本地擁有權集團的加入，我們的聯盟變得更強大。」

### 2019年至今
2019年10月19日，擁有權集團發布針對計劃中的體育場的新計劃，該區域擴展至涵蓋一個31英畝（13公頃）的計劃，並可能超過原本的2億美元成本估算。擁有權集團同意購買並擁有該土地及體育場，並不會尋求稅收收入或公共融資。12月17日，密蘇里州通知擁有權集團，州政府之前承諾的3000萬美元將不再提供。在2020年3月18日，密蘇里州發展金融委員會一致批准一項價值570萬美元的稅收抵免激勵方案，以幫助建設價值4.58億美元的體育場及周邊區域。
2020年3月25日，擁有權集團發表一份關於COVID-19疫情聲明，體育場準備將按計劃繼續進行，包括清理體育場將要建設的所有土地，以及拆除位於該地點的舊上下匝道。8月17日，前福尔图娜杜塞尔多夫體育總監盧茨·范嫩施蒂爾（Lutz Pfannenstiel）成為為聖路易城足球俱樂部的體育總監。
前紐約紅牛助理教練布拉德利·卡內爾（Bradley Carnell）於2022年1月5日被任命為球隊的首任主教練
。
在2023年2月25日，聖路易城足球俱樂部在美國職業足球大聯盟中進行了他們首場比賽，並以3比2的比分戰勝了奧斯丁，比賽在德克薩斯州的Q2體育場舉行。這場比賽的勝利被形容為「令人難以置信的首秀」。接下來，在2023年3月4日，聖路易城在主場進行他們的首場主場比賽，並以3比1的比分戰勝了夏洛特。這場比賽在城市公園球場舉行並錄得全場觀眾滿座。

## 顏色和徽章
球隊代表色為紅色、海軍藍和黃色。

### 贊助商
| 時期  | 全套球衣製造商 | 球衣贊助商 | 袖子贊助商     | Ref.   |
| ----- | -------------- | ---------- | -------------- | ------ |
| 2023– | 愛迪達         | Purina     | BJC HealthCare | [ 35 ] |

## 預備隊
2021年12月6日，俱樂部宣布將在美國足球第三級別的MLS Next Pro中派出預備隊。聖路易城足球俱樂部二隊於2020年賽季開始參賽，盡管MLS要到2023年才開始比賽。

## 外部連結
- 官方网站